# WAMC
Koordinaten: 42° 41′ 21″ N, 73° 47′ 37″ W
WAMC – Northeast Public Radio ist ein US-amerikanischer Hörfunksender und die älteste Station des Northeast Public Radio. WAMC sendet auf Mittelwelle 1400 kHz  aus Albany, New York, rund um die Uhr. Die Station überträgt das Hauptprogramm von Northeast Public Radio, ein auf Nachrichten aus Politik und Gesellschaft konzentriertes Programm, indem lokale Produktionen und Übernahmen von NPR, PRI und APM gesendet werden.
Finanzielle Unterstützung erhält der Sender durch regelmäßig spendende Hörer, Wirtschaftsunternehmen und öffentliche Gelder, wie den Zuschüssen der Corporation for Public Broadcasting und des New York State Education Department.

## Programm
Northeast Public Radio ist Mitglied des National Public Radio und Affiliate von Public Radio International.
Die wichtigsten Sendungen des NPR, die Morning Edition, All Things Considered und Fresh Air laufen auf WAMC. Eigene Sendungen sind The Roundtable, ein Nachrichtenmagazin und verschiedene Musiksendungen. Nachts wird der BBC World Service übertragen.
Das Programm wird in den WAMC Studios in 318 Central Avenue in Albany produziert.